# Инспектор Стрезов
Инспектор Стрезов е герой от поредицата криминални загадки „Решава логиката“ на списание „Космос“. Негов създател е писателят Светослав Славчев, който по това време е заместник главен редактор на списанието. Поредицата започва от брой 5 от 1965 г., а през 1968 г. от брой 7 се появява и инспектор Стрезов, с когото заменят преводните криминални загадки.
Във всеки брой се представя различен криминален случай, разследван от Стрезов. Читателите са поканени да го решат, като верният отговор излиза в следващия брой. Изключение прави само първата история – „Старинният накит“, където отговорът е в същия брой.
По същество това е кратък разказ, описващ криминален случай, който самият читател трябва да разреши посредством собствените си познания, умения и обща култура. Посочените творби са повече от бележки или скици, понеже освен пълнокръвно представения главен герой се израждат второстепенни персонажи, реалистична среда, в която се развива действието, и сюжет. Особеността е, че скритите под повърхността логически операции трябва да бъдат извършени с дейното участие на читателя, след като съзнанието му вече е изградило своя представа за действащите лица и обстановката (понякога с помощта на изображението, което съпътства задачата).
Визията на очилатия, елегантно облечен инспектор е създадена от първия илюстратор на историите – Стоян Шиндаров (1941 – 1983 г.). Първоначално Стрезов не се е харесал на ръководителите в ЦК на ДКМС, чието издание е списанието. Смятали са, че не отговаря на представата за съвременния положителен герой. Но в крайна сметка авторският екип надделява и първоначалната визия е утвърдена. Освен на страниците на списание „Космос“ инспектор Стрезов се появява през 1971 г. в илюстрования вестник „Жар“ – в комикса „Търговецът от Мюнхен“, където е в ролята на контраразузнавач. След смъртта на Шиндаров през 1983 г. илюстрирането на историите продължава Никифор Русков. Той рисува Стрезов до края на 80-те, а от 2009 г. отново се завръща като негов илюстратор до смъртта си през 2015 г. Сред илюстраторите на загадките са Доньо Донев – в последните години от съществуването на списание „Космос“ и Милва Лютова – 2009 г. в списание „Осем“.
Поради големия интерес през 1981 г. излиза книгата „Инспектор Стрезов решава“, в която са описани 70 криминални загадки, а в края на книгата са посочени и фактите, на които е обърнал внимание инспекторът, за да разреши случая. През 2002 г. излиза и втора книга – „Инспектор Стрезов излиза от прикритие“ (изд. „Аргус“, поредица 100% КРИМИ), илюстрирана от Димитър Стоянов – Димо, а през 2010 г. – „100 криминални загадки на инспектор Стрезов“.
Популярността на героя се запазва вече близо 50 години и загадки с инспектор Стрезов продължават да се публикуват и до днес – от 2008 г. в списание „Осем“, като от брой 11 от 2015 г. те се илюстрират от Александър Въчков. През първата половина на 2017 г. списание „Осем“ провежда конкурс, с който цели да намери продължител на установената традиция в криминалните загадки. Финалисти са Емануел Икономов и начинаещият писател Ангел Панайотов, като след гласуване на публиката спечелва Икономов. Особено характерно за творбата на Панайотов е, че главният герой инспектор Стрезов вече се подвизава в по-ново време и обитава виртуалния свят.
За неугасващата популярност на инспектор Стрезов говори това, че само три години след смъртта на писателя излизат две независими една от друга антологии, посветени на героя и неговия създател. Първата е с разкази от водещи български писатели криминалисти, в които главните действащи лица са инспектор Стрезов и неговия създател, д-р Светослав Славчев. Нейното заглавие е „Завръщането на инспектор Стрезов“ (2018). Втората е сборник с петдесетте най-добри криминални загадки от цялата досегашна кариера на инспектора, озаглавен „Инспектор Стрезов се завръща“ (2018), като тя е с новите илюстрации на Александър Въчков.